# Anna Margareta Salmelin
Anna Margareta Salmelin, född 1716, död 1789, var en finländsk krigsfånge och människorättsaktivist. Hon blev berömd för den rättsprocess hon väckte mot Ryssland efter dess ockupation under Lilla ofreden 1742–1743. Under den ryska ockupationen fördes hon liksom många andra finländare bort till fångenskap i Ryssland. Vid ockupationens slut väckte hon en process för att tvinga Ryssland att tillåta alla sina finländska fångar att återvända till Finland, även de civilister de försökte behålla som livegna.